# L'Écho du Centre
L'Écho  est un ancien journal quotidien régional de la presse écrite française, créé en 1943 et disparu en 2019. Sa ligne éditoriale est antilibérale.
Son aire de parution concerne le Limousin (L'Écho de la Creuse, L'Écho de la Haute-Vienne et L'Écho de la Corrèze), l'Indre (L'Écho - La Marseillaise) et la Dordogne (L'Écho Dordogne). Les cinq agences départementales se situaient à Tulle en Corrèze, à Limoges en Haute-Vienne, à Guéret en Creuse, à Périgueux en Dordogne et à Châteauroux dans l'Indre. 

## Histoire

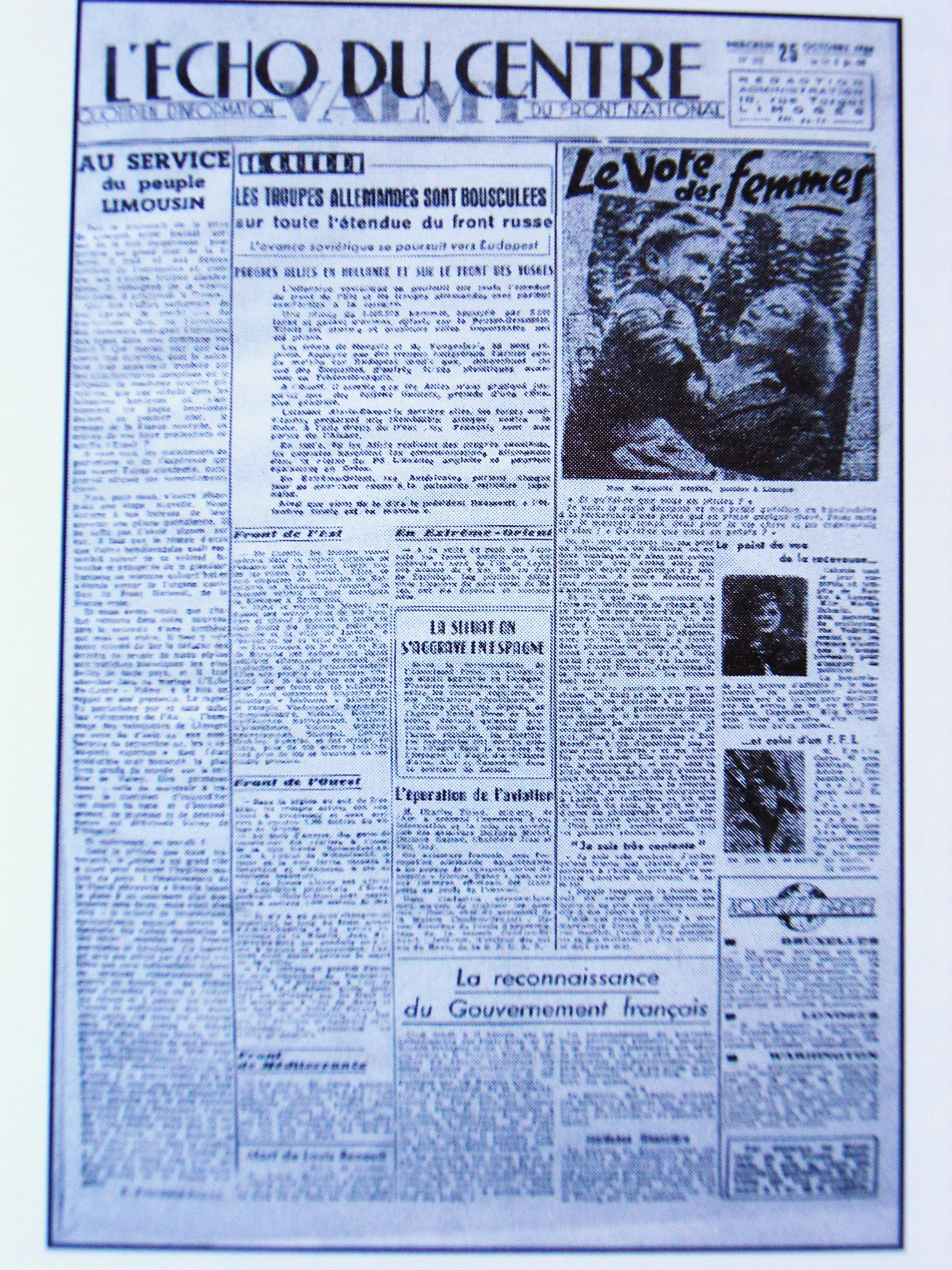
Recto de L'Écho en 1944.

L'Écho, créé en 1943 pendant l'Occupation, a traversé de nombreuses épreuves.

### Publication clandestine et résistante
Le 22 septembre 1943, le résistant Alphonse Denis fait paraître une « feuille de chou », VALMY ! (avec un point d'exclamation), qui allait devenir L'Écho du Centre. Simple recto-verso, format discret feuille de bureau pour pouvoir être diffusé clandestinement, le premier numéro, tiré à 8 000 exemplaires, est un appel direct à la résistance de masse.
La Gestapo et la police vichyste ne parviennent pas à trouver l'imprimerie qui a pu réaliser ce travail. En effet, pour imprimer le journal, les caractères typographiques avaient été collectés dans différents ateliers et remis ensuite en place, avec la complicité des ouvriers du livre.
Le numéro 2 double son tirage, 16 000 exemplaires, et est diffusé dans toute la circonscription, la « Région 5 » de la zone dite libre, réunissant le Limousin, l'Indre et la Dordogne ; un territoire qui demeure, par la suite, la zone de diffusion de L'Écho.
Entre le débarquement de Normandie, le 6 juin 1944, et la libération de la région, fin août, VALMY ! publie dix-neuf numéros.
Le mercredi 25 octobre 1944, le journal peut paraître au grand jour et devient L'Écho du Centre, quotidien d'information du Front national. Le nom de VALMY ! figure encore, en grisé, sous le titre principal. Le quotidien fait partie des journaux fondateurs de l'Union française de l'information, agence de presse qui regroupe près d'une centaine de journaux locaux résistants.

### Multiples difficultés
La période transitoire que représente la fin de la guerre dure près d'un an. En France, beaucoup de publications issues de la Résistance et de la clandestinité disparaissent très vite, faute de moyens et d'un lectorat suffisant. À Limoges, pour durer, L'Écho du Centre et La Marseillaise décident de fusionner. L'affaire se conclut le 13 juillet 1946. Le nom VALMY ! disparaît du titre.
Mais, rapidement, la paix dissout l'unanimisme né de la Résistance. S'ajoutant à cela le contexte international de conflit entre les alliés d'hier, États-Unis contre URSS, L'Écho du Centre subit cette rupture de l'intérieur. Né de la fusion d'une publication de sensibilité communiste - VALMY ! - et d'une publication de sensibilité gaulliste - La Marseillaise -, il voit peu à peu sa rédaction se diviser et le journal devient alors le strict porte-parole du parti communiste. 
L'Écho du Centre est abonné aux dépêches de l'Union française de l'information, une agence de presse proche du PCF, dans une période de baisse globale du tirage des quotidiens communistes régionaux, au moment après les purges staliniennes de 1949 et ses conséquences sur la couverture de l'UFI, y compris sportive. Il est de plus pénalisé en 1951-1953 par l'éviction de l'ancien leader des maquis du Limousin Georges Guingouin et perd un dixième de son tirage en en peu plus d'un an.
| Année  | Juin 1951 | Août 1952 | Septembre 1952 |
| Tirage | 41 000    | 38 400    | 37 000         |

Aux législatives de 1951, le PCF perd une partie des députés qu’il avait obtenu en novembre 1946, en raison des biais délibérément créés par la loi des apparentements. Dans la dureté des années de guerre froide, les prises de position des journaux sont très polarisées. À Limoges, Le Populaire publie les diatribes anticommunistes de Jean Le Bail — le feuilleton Limousin terre d'épouvante, pour accabler le résistant Georges Guingouin (qui venait d'être exclu du Parti communiste) ; et le sénateur socialiste Georges Lamousse écrit des manifestes pour l'Algérie française qui cachent à peine sa « compréhension » pour les terroristes de l'OAS. L'Écho n'évite ni les excès, ni les ridicules.
L'Écho ne concède rien sur les guerres d'Indochine et d'Algérie, ce qui lui vaut des saisies périodiques, la dernière au lendemain de la répression policière de la manifestation parisienne contre le fascisme et pour la paix en Algérie. Sur le plan régional, il est le porte-parole des grands mouvements sociaux — les longues grèves de 1947 et de 1953, Mai 68, décembre 1995 — des luttes paysannes du comité de Guéret, des défenseurs de Mis et Thiennot.

### La mort en face
Face à des difficultés de trésorerie, L'Écho doit chercher par lui-même les moyens de sa subsistance.
Au départ, la gestion du journal est rattachée directement au Comité central du Parti communiste. Les fins de mois difficiles sont assurées par la trésorerie nationale. Le Parti dispose alors de son propre groupe de presse. Au niveau national, L'Humanité et Libération (celui d'Emmanuel d'Astier), les hebdomadaires France Nouvelle, Les Lettres françaises, La Terre, des journaux sportifs spécialisés, plusieurs revues. À quoi s'ajoutent les neuf quotidiens régionaux répartis dans toute la France, dont fait partie L'Écho. La publicité boycotte systématiquement cette presse et le reversement par les élus communistes de leurs indemnités à la trésorerie peine progressivement à assurer l'équilibre. Pour sauver sa presse nationale, le Parti se résout à sacrifier sa presse régionale. Le 15 juin 1956[réf. nécessaire], tous les titres disparaissent, sauf La Marseillaise et Liberté, les plus forts tirages des bastions électoraux de Provence et du Nord et, finalement, L'Écho du Centre sous la pression des fédérations de la région qui devront toutefois trouver par eux-mêmes les moyens de faire vivre le journal. 
L'Écho entreprend alors une démarche systématique d'abonnements. Il crée sa propre agence, l'Office publicitaire du Centre, ouvre son imprimerie à des travaux commerciaux. Il se montre plus attentif aux problèmes quotidiens et à l'information locale. Ainsi se fortifie son enracinement dans son terroir.

### Les années 1980-1990
À la fin des années 1980, pour des raisons politiques, de nombreux dirigeants et rédacteurs de journal démissionnent. Ces remous coupent en deux la rédaction et divisent les lecteurs. L'audience se réduit.
Par ailleurs, le 20 octobre 1988, un incendie se déclare dans l'imprimerie. Les locaux sont détruits et la rotative est hors d'usage. Les jours suivants, des milliers de dons affluent. Le journal peut continuer à sortir, sur la rotative du Populaire, concurrent mais solidaire, et les vingt-cinq millions de francs nécessaires à l'installation d'une nouvelle rotative sont trouvés.
Toutefois, L'Écho est réellement en état de faillite. Une réorganisation complète s'impose : la partie édition prend le nom de « Société nouvelle L'Écho La Marseillaise » (SNEM), la publicité sera gérée par un service spécialement créé et l'imprimerie du quotidien devient l'imprimerie Rivet, s'ouvrant à l'impression d'autres publications, tracts, magazines... Cela ne suffit pas : en 1994, la société éditrice doit déposer le bilan, le redressement judiciaire est accepté. Le journal doit alors trouver de nouveaux actionnaires et fait une nouvelle fois appel à la solidarité. L'indépendance est assurée par la création d'une association, « Pluralisme », qui possède 62 % du capital de la nouvelle organisation. Le complément étant assuré par le quotidien national Le Monde (10 %), les quotidiens régionaux Centre-France, Sud Ouest (5 % chacun), et par des investisseurs privés régionaux.
L'Écho coupe alors ses liens officiels avec les fédérations locales du Parti communiste pour devenir un journal indépendant, ouvert aux autres sensibilités de gauche. Sur la forme, le passage du format A2 encombrant au format tabloïd (celui d'un quotidien classique plié en deux) et un intérêt plus marqué pour la photographie lui donnent un coup de jeune.

### 2019: Dernier numéro
Le 6 novembre 2019, le quotidien sort son dernier numéro après soixante-quinze ans d'existence. Asphyxié par des problèmes économiques, le journal ne peut honorer une dette de 125 000 euros, faute d'avoir trouvé des soutiens financiers,. Quarante-deux salariés se retrouvent donc sans emploi après la parution du dernier numéro, faute de lecteurs et d'annonceurs.

## Économie et direction de l'entreprise
SARL au capital de 252 000 €, L'Écho, diffusé en moyenne à 36 000 exemplaires, avait son siège à Limoges. Il est l'un des trois principaux quotidiens de la région Limousin avec Le Populaire du Centre et La Montagne. Il bénéficie d'une large audience notamment dans les milieux associatifs, auprès des collectivités territoriales et de l'ensemble des acteurs économiques.

### Économie
Pendant l'été 2009, le quotidien lance une souscription pour cause de difficulté financière, relayée par les forces de gauche antilibérales comme le comité haut-viennois du Nouveau Parti anticapitaliste.
En 2012, le journal renouvelé cet appel, après des pertes de 230 000 €. En novembre 2012, le journal est placé en redressement judiciaire. Il en sort le 24 septembre 2013 avec l'homologation d'un plan de remboursement de la dette, principalement créée par le plan social, étalé sur dix ans.

### Organisation
L'Écho est dirigé par Christian Audouin (directeur de rédaction) et Olivier Mouveroux (gérant, directeur de la publication). L'entreprise compte environ soixante-dix salariés et bénéficie de l'apport de nombreux correspondants, assurant un large maillage du territoire.